# Sabine Graf (Archivarin)

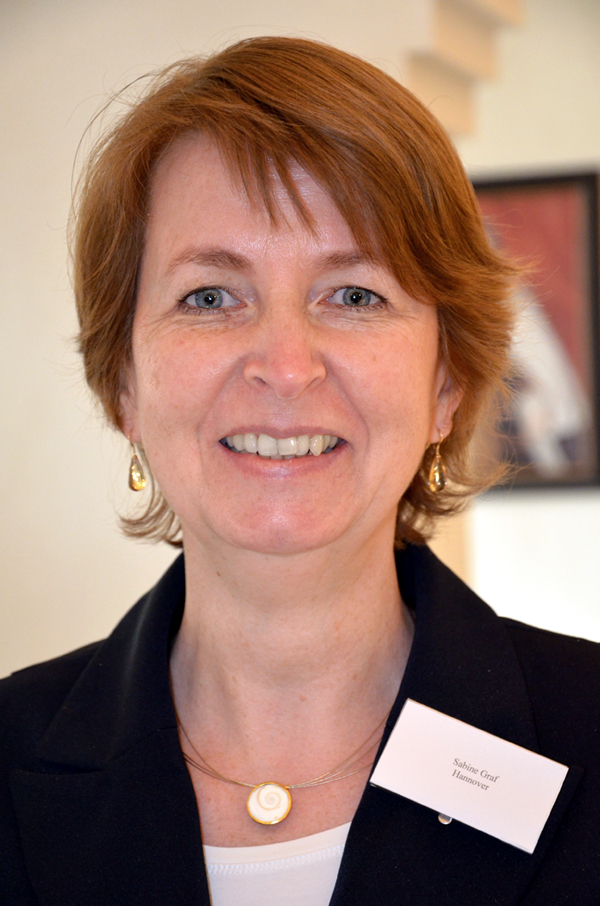
Sabine Graf, 2014

Sabine Graf (* 3. März 1965 in Salzgitter) ist eine deutsche Historikerin, Archivarin und Leiterin des Niedersächsischen Landesarchivs.

## Leben
Sabine Graf studierte Mittlere und Neuere Geschichte, Philosophie, Historische Hilfswissenschaften und Kunstgeschichte in Braunschweig an der dortigen Technischen Universität sowie in Göttingen an der Georg-August-Universität, wo sie 1996 bei Wolfgang Petke promovierte zum Thema Das Niederkirchenwesen der Reichsstadt Goslar im Mittelalter.
1997 ging Graf ihrem Archivreferendariat in Niedersachsen nach. Von 1999 bis 2003 wirkte sie als Archivarin und Referentin am Niedersächsischen Staatsarchiv (NLA) in Stade.
2003 wechselte Sabine Graf als Archivarin nach Hannover an den dortigen Standort des Niedersächsischen Landesarchivs, übernahm 2014 zunächst kommissarisch und am 28. September 2015 die Leitung des NLA-Standortes. Am 29. August 2018 wurde sie zur Präsidentin des Niedersächsischen Landesarchivs ernannt.
Sabine Graf ist Vorsitzende des Historischen Vereins für Niedersachsen.

## Schriften (Auswahl)
- Das Niederkirchenwesen der Reichsstadt Goslar im Mittelalter (= Quellen und Studien zur Geschichte des Bistums Hildesheim, Bd. 5) (zugleich Dissertation 1996, Universität Göttingen), Hahnsche Buchhandlung und Verlag, Hannover 1998, ISBN 978-3-7752-5525-7.
- mit Regina Rößner u. Gerd Steinwascher (Hrsg.): Archiv und Landesgeschichte. Festschrift für Christine van den Heuvel, Göttingen 2018, ISBN 978-3-8353-3374-1.
- mit Gudrun Fiedler u. Michael Hermann (Hrsg.): 75 Jahre Niedersachsen. Einblicke in seine Geschichte anhand von 75 Dokumenten, Göttingen 2021, ISBN 978-3-8353-3873-9.